# André Dupont (historien)
Pour les articles homonymes, voir André Dupont et Dupont.
André Dupont est un historien français né le 1er février 1897 à Saint-Hippolyte-du-Fort et mort le 14 septembre 1972 à Montpellier.

## Biographie
André Dupont naît en 1897 à Saint-Hippolyte-du-Fort.
Il devient docteur en histoire en 1942,.
« Nîmois d'adoption » (il fait ses études secondaires au lycée de garçons), il crée la chaire d'histoire du Languedoc à la Faculté des lettres de Montpellier, où il est chargé de cours (1931), maître de conférences (1942) puis professeur (1946). En 1951, il succède à Augustin Fliche dans la chaire d'histoire et d'archéologie médiévale. Il prend sa retraite en 1967.
Spécialiste de la vie urbaine médiévale en Languedoc, il consacre aussi un portrait « de belle facture » à Jean-Paul Rabaut-Saint-Étienne.
Protestant, il appartient au comité de la Société de l'histoire du protestantisme français jusqu'en 1964.
Élu à l'Académie de Nîmes en 1945, il la préside en 1953. Il préside aussi[Quand ?] la Fédération historique du Languedoc méditerranéen et du Roussillon.
André Dupont meurt à 75 ans en septembre 1972, et est inhumé dans son village natal.

## Publications
- Les Cités de la Narbonnaise Première depuis les invasions germaniques jusqu'à l'apparition du Consulat, Nîmes, Chastanier Frères, 1942 (BNF 37392048).
- Rabaut Saint-Etienne (1743-1793), Strasbourg, Oberlin, 1946 (BNF 32059972).
- La Faculté des lettres de Montpellier : sept siècles d'histoire, Montpellier, Causse, Graille et Castelnau, 1946 (BNF 32059975).